# 胡德純
胡德純（15世紀—16世紀），字文卿，南直隸徽州府績溪縣龍川人，明朝政治人物。

## 生平
嘉靖四年（1525年）乙酉科應天府鄉試第十九名舉人，授浙江青田縣知縣，剛直不畏強權，赴任時已經推辭里甲和賀禮，到任後寫下「天地鬼神」四字為鑒，大學士張璁曾經過當地，他卻只用平等禮儀對待，獲對方敬重。之後他得罪權貴改任曲江知縣，在當地多惠政，兼理英德事務也一介不苟，獲得上級褒獎。

## 引用
1. 1 2  嘉慶《績溪縣志·卷十·人物志》：胡德純 字文鄉，龍川人，家貧力學，嘉靖乙酉舉人，知青田縣，赴任辭里甲、公賀禮，及蒞治，書「天地鬼神」四字為鑒。持廉執法，以直抗忤權宰改曲江多惠政，兼署英德，一介不苟，當道有改官不改，譽之褒。
2. ↑  光緒《青田縣志·卷八·官師志》：胡德純，績溪人，家貧力學，嘉靖中由舉人任，伉直不畏強禦，時大學士張孚敬甚貴，倨舟過溪次，公抗禮無所屈，孚敬改容禮之。 府志無